# Palilula (okręg Dolj)
Palilula – wieś w Rumunii, w okręgu Dolj, w gminie Bucovăț. W 2011 roku liczyła 772 mieszkańców.